# Caída del ala

Notación Aresti de la caída del ala

La caída del ala es una maniobra aérea acrobática que consiste en una mezcla de pérdida y viraje ejecutada en una trayectoria de vuelo vertical. El avión rota sobre su eje vertical con un cambio de dirección de 180°. También es llamada en inglés "stall turn" o "the hammerhead turn" (el martillazo). Requiere precisión en la sincronización, orientación y concentración en el exterior del avión.

## Pasos en la ejecución de la caída del ala
1. Orientarse al viento a velocidad de crucero.
2. Tirar hacia el horizonte como en un looping.
3. Con el avión totalmente en la vertical, se lleva el timón de profundidad a neutral y gases a fondo.
4. Cuando la velocidad desciende hasta ligeramente por encima de la pérdida, se comienza a accionar el timón de dirección a la izquierda. Se debe accionar el timón de dirección antes de perder toda la velocidad o se entrará en una pérdida con campaneo.
5. Timón en dirección a fondo a la izquierda, y alerones a la derecha; el avión pivota hacia a la izquierda.
6. Cuando el morro pasa por el horizontre, se retrasan los gases y se mantiene la palanca ligeramente adelantada.
7. Se desciende en línea recta sobre el punto de referencia y se lleva el timón a neutral.
8. Se inicia rápidamente la recuperación para evitar que la velocidad aumente demasiado.
9. Se vuelve al vuelo recto y nivelado, y se ajusta a la potencia de crucero.[1]